# 72街

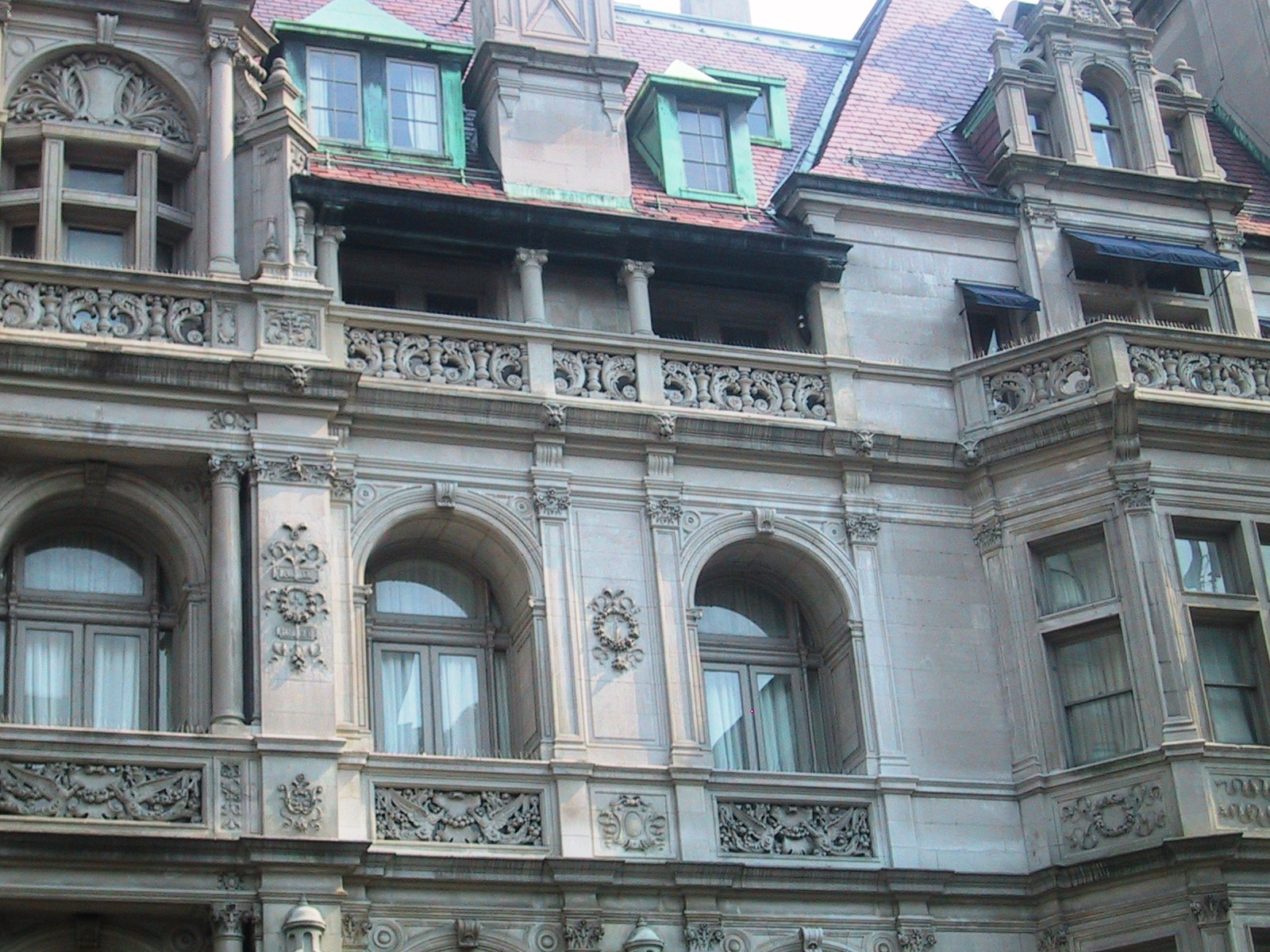
Rhinelander Mansion, 72街 and Madison Avenue.

72街（72nd Street）是一条东西横贯纽约市曼哈顿区的主要街道。72街的西端连接河滨快速路，埃莉诺·罗斯福纪念碑矗立在河滨公园。在这条街的尽头是地标性的查茨沃斯公寓（西72街344号，1902年至1904年）。
在72街，百老汇与阿姆斯特丹大道交汇处，形成一个微型三角空间威尔第广场，街道南侧是谢尔曼广场。
72街是少数几条穿越中央公园的街道之一，通过妇女之门（Women's Gate）、露台路（Terrace Drive）和发明家门（Inventors Gate）连接上西城与上东城。但是露台路往往封闭，不准车辆通行，因此穿城的M72巴士在65街穿过公园。
达科他公寓位于西72街与中央公园西的转角。在汽车时代以前，宽阔的十字街提供了建造大楼的理想场所；在第五大道的东南角，是镀金时代第一个豪宅，现在取而代之的是一个公寓楼，第五大道907号，在麦迪逊大道东北角的麦金，米德和怀特的查尔斯·蒂芙尼大厦（1882年）被一座公寓楼所取代（东72街19号，罗萨里奥·坎德拉，建筑师）)，但是莱茵兰德大厦，现在由拉尔夫·劳伦占据，仍然位于东南角。
50层的Belaire 公寓位于东72街524号，介于约克大道与富兰克林·D·罗斯福东河快速路之间，是2006年10月11日2006年紐約市小型飛機墜毀事故的发生现场。
为紐約地鐵第二大道線而建的隧道开建于2010年；列车将停在72街车站（IND第二大道线）。同时，72街上东城最近的地铁站是IRT萊辛頓大道線4，6，與<6>68街车站和77街车站。 

## 交通
72街是纽约地铁几条线路停靠的一个大站。
- 在百老汇与阿姆斯特丹大道路口的72街車站 (IRT百老匯-第七大道線)服务于1，2，與3号线
- 在中央公园西的72街车站（IND第八大道线）服务于A B C号线
- 第二大道的72街车站（IND第二大道线）服务于正在建设中紐約地鐵第二大道線